# تهرر
التَّهَرُّر أو تشوه وجه الفاكهة (بالانجليزية Catfacing) تشوه في وجه الثمرة يجعله شبيهًا بوجه الهرة. التشوه وظيفي يؤثر على الطماطم ويُظهر تجويف بالقرب من نهاية الزهرة. 